# Lauscher

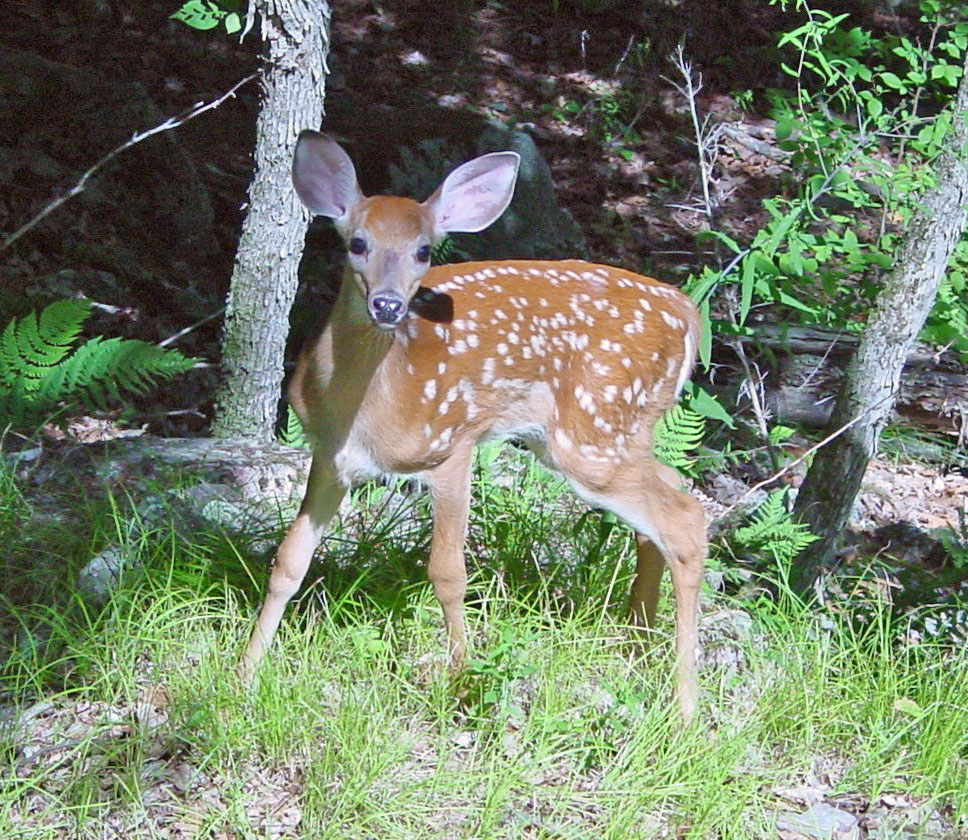
Die Lauscher des Damkalbs sind aufmerksam nach vorn gerichtet.

Als Lauscher oder Luser bzw. Loser bezeichnet der Jäger die äußeren Ohren, somit die Ohrmuscheln der wilden Huftiere und des Haarwildes allgemein. 

## Funktion
Insbesondere beim Schalenwild – ausgenommen beim Schwarzwild (hier als „Teller“ bezeichnet) – spricht man bei aufgestellten Ohren in der Jägersprache von Lauschern, da der Begriff aus dem Althochdeutschen hlosen kommt, was so viel wie aufpassen bedeutet. Die Lauscher sind im Verhältnis zum Schädel der Tiere oft überproportional groß und durch die Ohrmuskulatur nach allen Seiten drehbar und ausrichtbar. Auch während des Äsens sind sie ständig im Einsatz, um ungewohnte Geräusche zu registrieren und eventuell den Fluchttrieb einzuleiten.

## Redewendung
- Die Redewendung Der Lauscher an der Wand, hört seine eigne Schand will besagen, dass wer neugierig jemanden belauscht, damit rechnen muss, Negatives über sich selbst zu erfahren.[3]